# Csénye
Csénye é um município da Hungria, situado no condado de Vas. Tem 19,12 km² de área e sua população em 2015 foi estimada em 712 habitantes.